# David ben Jehuda he-Chassid
David ben Judah he-Ḥasid (hebräisch דׇּוִד בן יהודה החסיד) (geboren Anfang des 13. Jahrhunderts; gestorben im 14. Jahrhundert, ca. 1240–ca. 1320) war ein spanischer Kabbalist.

## Leben und Wirken
Über sein Leben ist wenig belegt. So wird behauptet, Judah he-Ḥasid habe sich als ein Enkel von Nachmanides und ein Nachfahre von Judah ben Samuel he-Ḥasid von Regensburg zu sein (Kalonymiden) angesehen. Dabei seien die Textpassagen, in denen er sich als Enkel von Rabbi Moses Nachmanides (Ramban) bezeichnet, Fälschungen, so Daniel Chanan Matt (1980). Er schrieb mehrere Bücher, die die Entwicklung der verschiedenen Strömungen in der Kabbala nach der Veröffentlichung des Sohar widerspiegeln.
Neben den Lehren von Nachmanides umfassten diese auch Traditionen, die sich aus den Aussprüchen und Textvorlagen der kastilischen Kabbalisten, dem Sohar und den Chasside Aschkenas entwickelt hatten. David war der Autor des ersten noch erhaltenen Kommentars zu einem Teil des Sohar, Sefer ha-Gevul (über Idra Rabba). Er schrieb auch Marot ha-Ẓove'ot al ha-Torah, welches nur teilweise erhalten blieb, basierend auf dem Sohar, den er in hebräischer Übersetzung zitiert und zahlreiche Aussprüche aus anderen Quellen hinzufügt. Das  Sefer Marʾot Haẓoveʾot ist ein kompiliertes Werk, eine Anthologie der Kabbala und ein Originalkommentar zur Tora. Judah he-Ḥasid übernahm etliche Textstellen, selten mit Angaben seiner Quellen, aus den Texten bekannter Kabbalisten des 13. Jahrhunderts, so etwa von Ezra ben Solomon von Gerona und Azriel von Gerona, Meir ha-Levi Abulafia, Mosche de Leon und Josef Gikatilla.
Das Or Zaru'a ist ein ausführlicher kabbalistischer Kommentar zur Gebetsreihenfolge und enthält Abhandlungen über die Mysterien des hebräischen Alphabets, über die Schöpfung (Bereschit, hebräisch בְּרֵאשִׁית ‚Im Anfang‘), Kosmogonie und über die Merkaba-Mystik.
Judah he-Ḥasid hatte auch Versuche unternommen, kabbalistische Inhalte in Diagrammform darzustellen, sie hatten möglicherweise spätere oder ähnliche von Isaak Luria oder Chaim Vital beeinflusst.
Seine Werke, die nur in einigen Manuskripten erhalten sind, wurden von vielen Kabbalisten bis in die Safed-Zeit hinein zitiert. Sefer Livnat ha-Sappir (1914), das unter seinem Namen veröffentlicht wurde, wurde 1326 von Rabbi Joseph Angelino geschrieben, wie ein Vergleich mit Jehuda he-Chassids Werken zeigt.

## Werke (Auswahl)
- Marot ha-Ẓove'ot al ha-Torah, auf betemunah.org
- Or Zaru'a
- Sefer ha-Gevul